# Leucospidae
Die Leucospidae bilden eine Hautflüglerfamilie innerhalb der Überfamilie der Erzwespen (Chalcidoidea).

## Taxonomie
Das Taxon wurde 1834 von dem englischen Entomologen Francis Walker eingeführt. Die Typusgattung ist Leucospis Fabricius, 1775. Die Leucospidae bilden innerhalb der Überfamilie Chalcidoidea eine monophyletische Gruppe.

## Merkmale
Die Erzwespen sind zwischen 4 und 17 mm lang. Sie sind gewöhnlich schwarz-gelb oder schwarz-rot gefärbt. Die Flügel sind in Ruhestellung längs gefaltet. Der Ovipositor ist bei den meisten Arten lang und nach vorne und oben gebogen. Die hinteren Femora sind stark geschwollen mit einem oder mehreren ventralen Zähnen. Die hinteren Tibien sind deutlich gebogen. Der Präpectus ist sehr schmal. Die Tegulae sind verlängert und schmal, mindestens zweimal so lang wie breit.

## Lebensweise
Die Leucospidae sind bekannt als Parasitoide akuleater Hautflügler. Es werden hauptsächlich solitäre Bienen, weniger häufig solitäre Wespen wie Vespidae und Sphecidae parasitiert. Das Weibchen legt normalerweise außen an der Wirtslarve ein Ei ab. Das erste Larvenstadium frisst anfangs noch nicht, sondern sucht die Wirtszelle nach konkurrierende Parasitenlarven ab. Typischerweise kann nur eine Parasitenlarve überleben und sich als Ektoparasit durch das Absaugen von Körperflüssigkeiten der Wirtslarve entwickeln. 2002 wurde mit Leucospis pinna bei einer ersten Art der Leucospidae ein gregäres Verhalten nachgewiesen. Ferner gibt es Fälle von Parthenogenese (beispielsweise Leucospis gigas).

## Innere Systematik
Zu den Leucospidae gehören folgende Gattungen:
- Leucospis Fabricius, 1775 – etwa 131 Arten; weltweit; bspw. Leucospis dorsigera, Leucospis gigas, Leucospis sinensis
- Micrapion Kriechbaumer, 1894 – 12 Arten; Afrotropis
- Neleucospis Bouček, 1974 – 1 Art (N. masculina); Elfenbeinküste, Sierra Leone
- Polistomorpha Westwood, 1839 – 7 Arten; Neotropis